# Daisuke Nakano
Pour les articles homonymes, voir Nakano (homonymie).
Daisuke Nakano (中野 大輔), né le 10 octobre 1982 à Niigata, est un gymnaste artistique japonais.

## Palmarès

### Jeux olympiques
- Athènes 2004
  -  médaille d'or au concours par équipes
  - 5e aux barres parallèles
  - 6e au sol
  - 9e à la barre fixe